# Macroxenodes poecilus
Macroxenodes poecilus är en mångfotingart som först beskrevs av Chamberlin 1923.  Macroxenodes poecilus ingår i släktet Macroxenodes och familjen penseldubbelfotingar. Inga underarter finns listade i Catalogue of Life.